# Bogdan Lobonț
Bogdan Ionuț Lobonț, född 18 januari 1978 i Hunedoara, är en rumänsk före detta fotbollsmålvakt som representerade Rumäniens herrlandslag i fotboll. Han har fått smeknamnet Pisica (rumänska för "Katten") på grund av sina snabba reflexer.
Lobonț har tidigare spelat för FC Corvinul Hunedoara (där han började sin karriär), FC Rapid Bucureşti, Ajax, ACF Fiorentina och sist från den 31 augusti 2009 till 1 juli 2018 för AS Roma.